# اوته گونیگر
اوته گونیگر (آلمانی: Ute Geweniger؛ زادهٔ ۲۴ فوریهٔ ۱۹۶۴) شناگر اهل آلمان شرقی است.